# Choroba ze Škrljeva
Choroba ze Škrljeva, znana pod wieloma innymi nazwami – jedna z krętkowic endemicznych (niewenerycznych), takich jak bejel, pinta czy malinica, wywoływana przez Treponema pallidum endemicum. Objawiała się podobnie jak kiła. Pojawiła się w Chorwacji pod koniec XVIII w., a opisano ją po raz pierwszy w 1790 w wiosce Škrljevo, gdzie znana była jako choroba z Rijeki, choroba z Fiume, albo choroba z Grobnika. Zanim poznano właściwą etiologię schorzenia, utożsamiano je z trądem, gnilcem, świerzbem i innymi chorobami. Endemia choroby w regionie Rijeki miała ścisły związek z warunkami socjoekonomicznymi tamtejszej ludności w tym czasie.

## Historia
Nazwę morbus Škrljevo nadał lekarz Giovanni Battista Cambieri (1754-1838) w 1809. Późniejsi autorzy używali nazwy Cambieriego w różnych transliteracjach (morbus de Scharlievo, Scarlievo, Skriljevo), a także innych określeń: mal de Fiume, morbus Fluminensis, choroba Rijeka, od pobliskiej miejscowości Rijeka (Flume), czy morbus Grobnicensis (od miejscowości Grobnik), a nawet morbus Croaticum. Przypadki schorzenia w północnych Włoszech na terenie Istrii określano jako falcadina, a w Słowenii i w Dalmacji mal del Breno. W szerzeniu się choroby na sąsiednie regiony pośredniczyły prostytutki, marynarze, kupcy i żołnierze.
Po Cambierim kolejnym, który poczynił obserwacje nowej choroby był protomedyk z Rijeki Josip Leopold Mašić i chirurg Fentler. W lipcu 1800 opisali oni 2600 przypadków schorzenia, we wszystkich grupach wiekowych i u obu płci. Mašić uważał, że choroba jest niezwykłą postacią kiły skojarzonej ze świerzbem, i nazwał ją morbus venereoscabiosus. Ponadto wysunął tezę, że chorobę przywlekł do Rijeki dezerter z Bośni albo czterech dunajskich marynarzy. Gminne przypuszczenie, że chorobę przyniosła prostytutka o imieniu Margarita znalazło odbicie w popularnej nazwie Margaretica.
Przyczyny choroby upatrywano w skażonej wodzie lub zatrutym powietrzu (miazmatach). Dr Sax uważał, że jest to postać skrofulozy, dr Lipić, że trądu (napisał monografię „Leprasyphilis illirica”). Z czasem europejskie autorytety medyczne uznały, że choroba jest postacią kiły.

## Objawy i przebieg
Cambrieri opisując przebieg choroby wyróżnił cztery stadia:
- pierwsze, trwające kilka tygodni, stadium prodromalis, charakteryzujące się złym samopoczuciem, gorączką, bólami kostnymi, zwłaszcza kręgosłupa, i bólami głowy (cephalea nocturna)
- drugie, stadium eruptionis: objawiające się zmianami błon śluzowych jamy ustnej, bólem gardła, nadżerkami, różnorodnymi zmianami na skórze (plamami, grudkami, krostami, łuskami i innymi)
- trzecie stadium, rozwijające się po 3–4 latach, w którym tworzyły się guzki i zmiany o charakterze czyraków na skórze, a także owrzodzenia jamy ustnej
- czwarte, w którym dochodziło do destrukcji kości.

## Epidemiologia
Choroba w samej Rijece była rzadka, szerząc się w okolicznych, wyżej położonych miejscowościach: Grobniku, Kukuljanovie, Krasicy, Praputnjaku, Jelenje i Dradze. W 1801 r. w obszarze zachorowań odnotowano około 4500 przypadków; szczyt zachorowań przypadł na połowę XIX w., kiedy w obszarze endemii chorowało około 13 000 ludzi, ponad 1/3 całej tamtejszej ludności.

## Leczenie i kontrola zachorowań
Chorobę leczono głównie preparatami rtęci, doustnie, jako maści i inhalacje. Z preparatów ziołowych przepisywano głównie gumę gwajakowca (lignum vitae), łopian, sarsaparillę, korę drzewa chinowego, a także specjalne diety i kąpiele w morzu. Z czasem do leczenia wprowadzono odkrytą przez Wallace’a w 1835 roku jodynę. Podejmowano administracyjne próby ograniczenia epidemii, takie jak zakaz małżeństwa osoby zdrowej z chorą, zakaz opuszczania miejsca zamieszkania bez poświadczenia zdrowia. W Kraljevicy i Bakarze poddawano chorych kwarantannie. Szpital w Kraljevicy działał przez czterdzieści lat, przewinęło się przez niego 14 381 pacjentów, z których zmarło 755 (5%).